# S/2004 S 39
S/2004 S 39 — природний супутник Сатурна. Відкритий Скоттом Шеппардом, Девідом Джуїттом та Дженом Кліна 8 жовтня 2019 року після спостережень, проведених у період з 12 грудня 2004 року по 21 березня 2007 року.
Діаметр S/2004 S 39 — близько 2 км, велика піввісь — 22 792 400  км, орбітальний період — 1277,5 земної доби, обертається навколо Сатурна з прямим напрямком під нахилом 167,6° до площини екліптики, ексцентриситет орбіти — 0,081.